# Суходол (притока Ковсуга)
Суходо́л, Суході́л — річка в Україні, права притока Ковсуга. Довжина річки 12 км, площа водозбірного басейну 70,7 км², похил 3,8 м/км.
Витік річки розташований на північ від села Михайлюки Новоайдарського району. Протікає через село, напрям течії на південь, русло слабозвивесте. Приймає води декількох балок. На південній околиці села Червоний Жовтень впадає до Ковсуга.